# جوناثان فيليبي
جوناثان فيليبي (بالإنجليزية: Jonathan Filipe)‏ هو لاعب كرة قدم أمريكي في مركز الهجوم، ولد في 10 يناير 1999 في دانبري في الولايات المتحدة. لعب مع نيو يورك ريد بولز 2.